# Hexaclorofeno
Hexaclorofeno é um antisséptico, derivado halogenado do fenol que possui ação bacteriostática e detergente. É usado em sabões, óleos de banho e detergentes.